# Бранкас, Антуан-Констан де
Антуан-Констан де Бранкас (фр. Antoine-Constant de Brancas; 16 октября 1764, Париж — 21 мая 1809) — французский военный деятель, полковник (1806 год), барон (1809 год), участник революционных и наполеоновских войн. Погиб в Эсслингском сражении.

## Биография
Антуан-Констан де Бранкас был внебрачным сыном Луи-Леона де Бранкаса, герцога Лораге, и певицы Софи Арну. Был официально признан отцом 12 июля 1786 года.
Начал военную службу 22 января 1792 года в 104-м полку линейной пехоты. 20 октября 1792 года переведён в 5-й гусарский полк. Участвовал в кампании 1792 года в рядах Северной армии. Отличился в сражении при Жемаппе, где потерял лошадь, убитую под ним при взятии вражеского редута. 8 мая 1793 года был ранен пулей в бою при Оссене. 15 мая 1793 года переведён в штаб Самбро-Маасской армии с производством в командиры батальона. Однако вскоре Антуан-Констан был отстранён от службы и заключён в тюрьму как «подозрительный», но сумел оправдаться. Около года оставался без служебного назначения.
11 февраля 1795 года зачислен в состав 5-го гусарского полка с чином капитана. 12 октября 1797 года возглавил эскадрон в 9-м гусарском. Отличился в бою 24 сентября 1798 года, где временно командуя полком, захватил 4 орудия. За удачные действия 14 декабря 1800 года у Зальцбурга заслужил похвалы генерала Массена.
29 октября 1803 года получил звание майора, и стал заместителем командира 7-го гусарского полка. 31 декабря 1806 года произведён в полковники, назначен командиром 11-го кирасирского полка, который входил в состав 2-й дивизии тяжёлой кавалерии генерала д'Опуля. В новой должности отличился в сражениях при Прейсиш-Эйлау, Экмюле и Регенсбурге. 21 мая 1809 года был убит в ходе сражения при Эсслинге в возрасте 44 лет.

## Воинские звания
- Младший лейтенант (22 января 1792 года);
- Командир батальона (15 мая 1793 года);
- Капитан (11 февраля 1795 года);
- Командир эскадрона (12 октября 1797 года);
- Майор (29 октября 1803 года);
- Полковник (31 декабря 1806 года).

## Титулы

- Барон Бранкас и Империи (фр. baron Brancas et de l'Empire; декрет от 19 марта 1808 года, патент подтверждён 15 января 1809 года в Вальядолиде)[2].

## Награды
Легионер ордена Почётного легиона (25 марта 1804 года)
 Офицер ордена Почётного легиона (11 июля 1807 года)